# Treba
Treba (łac. Trebanus) – stolica historycznej diecezji w Italii erygowanej w końcu V wieku, a włączonej 23 sierpnia 1088 w skład diecezji Anagni.
Współczesne miasto Trevi nel Lazio w prowincji Frosinone we Włoszech. Obecnie katolickie biskupstwo tytularne ustanowione w 1966 przez papieża Pawła VI.

## Biskupi tytularni
| Lp. | Biskup                | Funkcja                                          | Od                   | Do                   |
| --- | --------------------- | ------------------------------------------------ | -------------------- | -------------------- |
| 1   | Luigi Accogli         | nuncjusz apostolski                              | 16 października 1967 | 21 czerwca 2004      |
| 2   | Józef Guzdek          | biskup pomocniczy krakowski                      | 14 sierpnia 2004     | 4 grudnia 2010       |
| 3   | Thomas Dowd           | biskup pomocniczy Montrealu (Kanada)             | 11 lipca 2011        | 22 października 2020 |
| 4   | Fortunato Frezza      | –                                                | 7 czerwca 2022       | 27 sierpnia 2022     |
| 5   | Levente Balázs Martos | biskup pomocniczy Ostrzyhomia-Budapesztu (Węgry) | 3 lutego 2023        |                      |